# Florian Abel
Pour les articles homonymes, voir Abel.
Florian Abel, né à Cologne et mort le 14 mai 1565 probablement à Prague, est un peintre et dessinateur allemand de la Renaissance. 

## Biographie
Florian Abel, issu de la famille d'artistes Abel de Cologne, vit à Prague et y est probablement mort. Le 28 avril 1561, il reçoit à Vienne, avec ses frères Bernhard Abel et Arnold Abel, tous deux tailleurs de pierre et sculpteurs, une commande conjointe pour décorer de vingt-quatre reliefs en marbre la longue tombe inachevée de l'empereur Maximilien Ier dans la Hofkirche d'Innsbruck. Ses dessins préliminaires de l'ensemble, qu'il envoie à Innsbruck en 1561, suivent la peinture allemande de la Renaissance de l'époque. Ces dessins ne sont plus conservés.
Après la mort de ses frères en 1563 et 1564, la poursuite de l'exécution du relief est confiée au sculpteur Alexander Colin, qui reprend tous les modèles de Florian Abel.
Un catalogue raisonné n'a pas encore été établi.
Il a aussi contribué à la Bible de Melantrich.